# Paramignya andamanica
Paramignya andamanica är en vinruteväxtart som först beskrevs av Carl von Linné, och fick sitt nu gällande namn av Tyôzaburô Tanaka. Paramignya andamanica ingår i släktet Paramignya och familjen vinruteväxter. Inga underarter finns listade i Catalogue of Life.